# کاپ اتل
کیپ اتُل (به انگلیسی: Cape Atholl) یک کشتی است.